# Кубок мира по волейболу среди женщин 2003
9-й розыгрыш Кубка мира по волейболу среди женщин прошёл с 1 по 15 ноября 2003 года в семи городах Японии с участием 12 национальных сборных команд. Обладателем Кубка в третий раз в своей истории стала сборная Китая.

## Команды-участницы
Япония — страна-организатор;
Польша, Турция — по итогам чемпионата Европы 2003;
Китай, Южная Корея — по итогам чемпионата Азии 2003;
США, Куба — по итогам чемпионата Северной, Центральной Америки и Карибского бассейна 2003;
Бразилия, Аргентина — по итогам чемпионата Южной Америки 2003;
Египет — по итогам чемпионата Африки 2003;
Италия, Доминиканская Республика — по приглашению ФИВБ.

## Система проведения
12 команд-участниц розыгрыша Кубка мира провели однокруговой турнир, по результатам которого определены итоговые места.

## Результаты
| М  | Команда                  | 1   | 2   | 3   | 4   | 5   | 6   | 7   | 8   | 9   | 10  | 11  | 12  | И  | В  | П  | С/П   | О  |
| -- | ------------------------ | --- | --- | --- | --- | --- | --- | --- | --- | --- | --- | --- | --- | -- | -- | -- | ----- | -- |
| 1  | Китай                    |     | 3:1 | 3:2 | 3:0 | 3:0 | 3:0 | 3:1 | 3:0 | 3:0 | 3:0 | 3:0 | 3:0 | 11 | 11 | 0  | 33:4  | 22 |
| 2  | Бразилия                 | 1:3 |     | 3:0 | 3:1 | 3:0 | 3:2 | 3:1 | 3:0 | 3:0 | 3:2 | 3:0 | 3:0 | 11 | 10 | 1  | 31:9  | 21 |
| 3  | США                      | 2:3 | 0:3 |     | 3:0 | 3:0 | 3:0 | 3:2 | 2:3 | 3:2 | 3:0 | 3:0 | 3:0 | 11 | 8  | 3  | 28:13 | 19 |
| 4  | Италия                   | 0:3 | 1:3 | 0:3 |     | 3:1 | 0:3 | 3:1 | 3:0 | 3:0 | 3:0 | 3:0 | 3:0 | 11 | 7  | 4  | 22:14 | 18 |
| 5  | Япония                   | 0:3 | 0:3 | 0:3 | 1:3 |     | 3:2 | 3:0 | 3:2 | 3:2 | 3:1 | 3:0 | 3:0 | 11 | 7  | 4  | 22:19 | 18 |
| 6  | Куба                     | 0:3 | 2:3 | 0:3 | 3:0 | 2:3 |     | 2:3 | 3:0 | 3:2 | 3:1 | 3:0 | 3:0 | 11 | 6  | 5  | 24:18 | 17 |
| 7  | Турция                   | 1:3 | 1:3 | 2:3 | 1:3 | 0:3 | 3:2 |     | 2:3 | 3:0 | 3:0 | 3:0 | 3:0 | 11 | 5  | 6  | 22:20 | 16 |
| 8  | Польша                   | 0:3 | 0:3 | 3:2 | 0:3 | 2:3 | 0:3 | 3:2 |     | 3:0 | 1:3 | 3:0 | 3:0 | 11 | 5  | 6  | 18:22 | 16 |
| 9  | Южная Корея              | 0:3 | 0:3 | 2:3 | 0:3 | 2:3 | 2:3 | 0:3 | 0:3 |     | 3:0 | 3:0 | 3:0 | 11 | 3  | 8  | 15:24 | 14 |
| 10 | Доминиканская Республика | 0:3 | 2:3 | 0:3 | 0:3 | 1:3 | 1:3 | 0:3 | 3:1 | 0:3 |     | 3:1 | 3:0 | 11 | 3  | 8  | 13:26 | 14 |
| 11 | Аргентина                | 0:3 | 0:3 | 0:3 | 0:3 | 0:3 | 0:3 | 0:3 | 0:3 | 0:3 | 1:3 |     | 3:0 | 11 | 1  | 10 | 4:30  | 12 |
| 12 | Египет                   | 0:3 | 0:3 | 0:3 | 0:3 | 0:3 | 0:3 | 0:3 | 0:3 | 0:3 | 0:3 | 0:3 |     | 11 | 0  | 11 | 0:33  | 11 |

1 ноября
Токио
США — Южная Корея 3:2 (25:21, 25:19, 21:25, 22:25, 15:13); Италия — Египет 3:0 (25:13, 25:11, 25:13); Япония — Аргентина 3:0 (25:16, 25:20, 25:23).
Кагосима
Куба — Доминиканская Республика 3:1 (25:15, 25:17, 22:25, 25:19); Китай — Бразилия 3:1 (14:25, 25:18, 25:19, 25:16); Польша — Турция 3:2 (26:28, 27:25, 20:25, 25:11, 15:12).
2 ноября
Токио
Италия — Южная Корея 3:0 (25:14, 25:19, 25:17); США — Аргентина 3:0 (25:11, 25:14, 25:14); Япония — Египет 3:0 (25:10, 25:15, 25:21).
Кагосима
Доминиканская Республика — Польша 3:1 (25:21, 25:17, 25:27, 25:21); Китай — Куба 3:0 (25:20, 25:17, 25:19); Бразилия — Турция 3:1 (27:29, 25:19, 25:23, 25:10).
3 ноября
Токио
США — Италия 3:0 (25:22, 25:22, 25:19); Аргентина — Египет 3:0 (25:14, 25:13, 25:16); Япония — Южная Корея 3:2 (23:25, 25:21, 26:28, 25:15, 15:12).
Кагосима
Китай — Доминиканская Республика 3:0 (25:12, 25:12, 25:15); Бразилия — Польша 3:0 (25:19, 25:18, 25:18); Турция — Куба 3:2 (22:25, 22:25, 25:20, 25:23, 16:14).
5 ноября
Нагоя
США — Египет 3:0 (25:16, 25:17, 25:20); Южная Корея — Аргентина 3:0 (25:21, 25:16, 25:16); Италия — Япония 3:1 (25:22, 25:19, 15:25, 25:11).
Сэндай
Куба — Польша 3:0 (25:19, 27:25, 27:25); Бразилия — Доминиканская Республика 3:2 (17:25, 25:18, 24:26, 26:24, 15:7); Китай — Турция 3:1 (25:10, 24:26, 25:21, 25:21).
6 ноября
Нагоя
Южная Корея — Египет 3:0 (25:10, 25:11, 25:13); Италия — Аргентина 3:0 (25:12, 25:16, 25:18); США — Япония 3:0 (25:15, 25:22, 25:19).
Сэндай
Китай — Польша 3:0 (25:16, 25:19, 25:17); Турция — Доминиканская Республика 3:0 (25:22, 25:18, 25:23); Бразилия — Куба 3:2 (25:23, 25:16, 37:39, 26:28, 15:9).
8 ноября
Саппоро
Польша — США 3:2 (25:21, 31:29, 22:25, 21:25, 17:15); Италия — Доминиканская Республика 3:0 (25:13, 25:15, 25:17); Япония — Турция 3:0 (25:21, 25:16, 25:16).
Тояма
Куба — Аргентина 3:0 (25:15, 25:16, 25:19); Бразилия — Египет 3:0 (25:14, 25:8, 25:18); Китай — Южная Корея 3:0 (25:10, 25:19, 25:14).
9 ноября
Саппоро
Италия — Польша 3:0 (25:15, 25:17, 25:22); США — Турция 3:2 (24:26, 25:22, 26:24, 22:25, 15:10); Япония — Доминиканская Республика 3:1 (25:17, 23:25, 25:19, 26:24).
Тояма
Куба — Египет 3:0 (25:15, 25:10, 25:16); Китай — Аргентина 3:0 (25:16, 25:15, 25:19); Бразилия — Южная Корея 3:0 (25:18, 25:21, 26:24).
10 ноября
Саппоро
США — Доминиканская Республика 3:0 (25:17, 25:22, 25:21); Италия — Турция 3:1 (20:25, 25:18, 25:21, 25:20); Япония — Польша 3:2 (25:22, 25:20, 22:25, 23:25, 15:11).
Тояма
Куба — Южная Корея 3:2 (23:25, 25:18, 18:25, 25:17, 15:13); Бразилия — Аргентина 3:0 (25:18, 25:19, 25:12); Китай — Египет 3:0 (25:11, 25:16, 25:11).
13 ноября
Осака
Куба — Италия 3:0 (25:22, 25:22, 25:22); Китай — США 3:2 (25:20, 20:25, 24:26, 25:20, 15:11); Бразилия — Япония 3:0 (25:21, 25:21, 25:23).
Южная Корея — Доминиканская Республика 3:0 (25:20, 25:21, 25:16); Польша — Аргентина 3:0 (25:16, 25:18, 25:21); Турция — Египет 3:0 (25:20, 25:15, 25:8).
14 ноября
Осака
Бразилия — США 3:0 (25:15, 25:23, 25:20); Китай — Италия 3:0 (26:24, 25:18, 25:20); Япония — Куба 3:2 (15:25, 25:19, 21:25, 25:21, 15:13).
Польша — Южная Корея 3:0 (25:19, 27:25, 25:21); Турция — Аргентина 3:0 (25:14, 25:18, 25:21); Доминиканская Республика — Египет 3:0 (25:14, 25:15, 25:19).
15 ноября
Осака
Бразилия — Италия 3:1 (25:20, 25:12, 23:25, 25:19); США — Куба 3:0 (25:23, 25:18, 25:17); Китай — Япония 3:0 (25:18, 25:18, 25:13).
Турция — Южная Корея 3:0 (25:22, 25:18, 25:17); Доминиканская Республика — Аргентина 3:1 (25:17, 25:22, 18:25, 26:24); Польша — Египет 3:0 (25:16, 25:15, 25:10).

## Итоги

### Положение команд

Женская сборная Китая — обладатель Кубка мира 2003 года

| Китай     | 7. Турция                    |
| Бразилия  | 8. Польша                    |
| США       | 9. Южная Корея               |
| 4. Италия | 10. Доминиканская Республика |
| 5. Япония | 11. Аргентина                |
| 6. Куба   | 12. Египет                   |

### Призёры
Китай: Фэн Кунь, Ян Хао, Лю Яньань, Ли Шань, Чжоу Сухун, Чжао Жуйжуй, Чжан Юэхун, Чэнь Цзин, Сун Нина, Ван Лина, Чжан На, Чжан Пин. Главный тренер — Чэнь Чжунхэ.
  Бразилия: Валевска Оливейра, Эрика Коимбра, Ракел Силва, Элиа Рожерио ди Соуза (Фофао), Валеска Менезис, Велисса Гонзага (Сасса), Вирна Диас, Биа Ана Чагас, Паула Пекено, Фернанда Вентурини, Арлен Шавьер, Фабиана Клаудино. Главный тренер — Жозе Роберто Гимарайнс.
  США: Прикеба Фиппс, Даниэль Скотт, Тайиба Хэниф, Линдси Берг, Стэси Сикора, Элизабет Бахман, Хизер Боун, Робин А Моу-Сантос, Тара Кросс-Бэттл, Логан Том, Сара Норьега, Нэнси Метколф. Главный тренер — Тосиаки Ёсида.

### Индивидуальные призы
MVP:  Малгожата Глинка
Лучшая нападающая:  Чжао Жуйжуй
Лучшая блокирующая:  Валеска Менезис
Лучшая на подаче:  Сойла Баррос Фернандес
Лучшая связующая:  Фэн Кунь
Лучшая либеро:  Арлен Шавьер
Самая результативная:  Малгожата Глинка

### Олимпийская квалификация
Призёры розыгрыша Кубка мира (Китай, Бразилия, США) получили путёвки на Олимпийские игры 2004 года.